# Kosmos 772
Kosmos 772 (ros. Космос-772) – bezzałogowy lot kosmiczny w ramach programu Sojuz. Rozwój wojskowego modelu Sojuza 7K-S został wstrzymany po czwartym nieudanym starcie rakiety N1, ale trzy zbudowane egzemplarze zostały wystrzelone w celu przetestowania technologii. Kosmos 772 był drugą z tych misji. Misja trwała 4 dni, była nieudana; zakończyła się lądowaniem 1 października 1975.